# Nậm Than
Nậm Than là một phụ lưu của Nậm Mít trong mạng lưới sông Đà. Sông có chiều dài 26 km và diện tích lưu vực là 121 km².
Nậm Than chảy qua các tỉnh Yên Bái (?) và Lai Châu, Việt Nam .

## Dòng chảy
Nậm Than khởi nguồn từ các suối ở phần nam xã Mường Than huyện Than Uyên, Lai Châu, chảy về hướng bắc và đổi dần sang tây bắc. Tới bản Sang Ngà thì đổ vào Nậm Mít .

## Chỉ dẫn
1. ↑  Trong tiếng Thái-Tày "Nậm" có nghĩa là nước, sông, suối.

- Nậm Than có tên trong "Danh mục lưu vực sông liên tỉnh" [3], trong "Danh mục địa danh... Lai Châu" [4] và Bản đồ địa hình [2]. Tuy nhiên không có trong "Danh mục địa danh... Yên Bái" [5].